# Kommission D
Die Kommission D ist eine selbstständige Sachverständigenkommission  am Bundesinstitut für Arzneimittel und Medizinprodukte (BfArM) in Deutschland. Sie berät das BfArM in bestimmten Fällen bei der Zulassung von homöopathischen Arzneimitteln für den humanmedizinischen Bereich, insbesondere in Fragen der Anwendung homöopathischer Arzneimittel bei Kindern und Jugendlichen.

## Aufgabe und Geschichte
Die Kommission D wurde 1978, nach dem Inkrafttreten des neuen Arzneimittelgesetzes (AMG), am damals zuständigen Bundesgesundheitsamt (BGA) errichtet. Zweck war, im Rahmen der Nachzulassung das Erkenntnismaterial zu den homöopathisch verwendeten Wirkstoffen des Altarzneimittelmarktes zu bewerten und das Ergebnis in Monografien niederzulegen. Auf deren Grundlage sollte die Nachzulassung abgewickelt werden. Zwei weitere Kommissionen wurden eingesetzt für die pflanzlichen und anthroposophischen Arzneimittel (Kommission E, Kommission C). Die drei Kommissionen haben seinerzeit insgesamt rund 2350 Monografien veröffentlicht.
1994 wurde mit dem fünften Änderungsgesetz zum AMG die Aufbereitung  eingestellt. Die Positivmonografien der Kommission D dienen heute weiterhin als Basis für die Neuzulassung von Homöopathika. Auch muss heutzutage die Kommission D noch bei bestimmten Zulassungsentscheidungen gehört werden, etwa wenn entsprechende Präparate wegen neuer Wirkstoffe oder neuer Indikationen für bekannte Stoffe der Verschreibungspflicht unterliegen. Seit der Änderung des Arzneimittelgesetzes im Jahr 2004 unter anderem zur Verbesserung der Arzneimittelsicherheit für Kinder und Jugendliche nimmt die Kommission D ferner die Beratung der Behörde in Fragen der Anwendung homöopathischer Arzneimittel bei dieser Patientengruppe wahr. 
Rechtsgrundlage für die Errichtung der Kommission ist § 25 AMG. In der interdisziplinär zusammengesetzten Kommission D sitzen sachverständige Vertreter aus den Bereichen Toxikologie/Pharmakologie, medizinische Statistik, Pharmazie und Anwendung (Ärzte, größtenteils mit der Zusatzbezeichnung „Homöopathie“, Heilpraktiker) sowie Patientenvertreter. Die Mitglieder der Kommission D werden alle drei Jahre neu berufen.